# Вібраційна техніка
Вібраці́йна те́хніка (рос. вибрационная техника, англ. vibrating facilities, нім. Vibrationstechnik f) — техніка, пов'язана зі збудженням, вивченням і використанням вібрації, проведенням вібраційного діагностування та випробування а також, захистом людини від шкідливого впливу вібрації.
До засобів вібраційної техніки належать: вібраційні машини, вібраційні стенди, прилади, апарати, пристрої із засобами збудження вібрації для практичного виконання корисних функцій вібрації (наприклад, при ущільненні ґрунту чи бетонної суміші, при випробуваннях); апаратура для управління вібрацією а також, для вимірювання та реєстрації її параметрів (віброшвидкості, віброприскорення, амплітуди та частоти коливань); засоби антивібраційної техніки (пристрої для запобігання, пригнічення, гасіння та ізоляції шкідливої вібрації).
В гірничій справі вібраційну техніку використовують дуже широко — при видобуванні (відбійні молотки), збагаченні (сепаратори вібраційні, грохот вібраційний, шлюз вібраційний, високочастотна відсаджувальна машина, віброконцентратор трубний, диспергатор), транспортуванні (конвеєр вібраційний, віброочищення рудникових вагонеток), в бурильній техніці, віброобробці свердловин, регенерації бурових розчинів (вібраційне сито), дозуванні (живильник вібраційний) та ін.